# Hrabstwo Jeff Davis (Georgia)

Piramida wieku hrabstwa

Hrabstwo Jeff Davis (ang. Jeff Davis County) – hrabstwo w stanie Georgia w Stanach Zjednoczonych. Jego siedzibą administracyjną jest Hazlehurst.

## Geografia
Według spisu z 2000 obszar całkowity hrabstwa obejmuje powierzchnię 335,42 mil2 (868,73 km²), z czego 333,38 mil2 (863,45 km²) stanowią lądy, a 2,04 mil2 (5,28 km²) stanowią wody.

### Miejscowości
- Denton
- Hazlehurst
- Satilla (CDP)

### Sąsiednie hrabstwa
- Hrabstwo Wheeler (północ)
- Hrabstwo Montgomery (północ)
- Hrabstwo Toombs (północny wschód)
- Hrabstwo Appling (wschód)
- Hrabstwo Bacon (południowy wschód)
- Hrabstwo Coffee (południowy zachód)
- Hrabstwo Telfair (północny zachód)

## Demografia
Według spisu z 2020 roku liczy 14,8 tys. mieszkańców, co oznacza spadek o 1,9% w porównaniu z poprzednim spisem z roku 2010. Według danych pięcioletnich z 2021 roku 80,8% to biali (69,1% nie licząc Latynosów), 15,5% czarnoskórzy lub Afroamerykanie, 2% miał rasę mieszaną, 0,9% to rdzenna ludność Ameryki i 0,7% Azjaci. Latynosi stanowili 13,5% populacji hrabstwa.

## Religia
W 2020 roku większość mieszkańców to ewangelikalni protestanci. Największe wyznania pod względem członkostwa stanowili baptyści (42,7%), zielonoświątkowcy (11,6%) i bezdenominacyjni (6,6%). Największe nieprotestanckie ugrupowania to katolicy (4,1%) i mormoni (1,6%). 

## Polityka
Hrabstwo jest bardzo silnie republikańskie, gdzie w wyborach prezydenckich w 2020 roku, 81,3% głosów otrzymał Donald Trump i 17,8% przypadło dla Joe Bidena.